# Norval Baitello Junior
Norval Baitello Junior (Mirassol, 29 de novembro de 1949) é professor, escritor e teórico da Comunicação brasileiro. Doutor em Ciências da Comunicação pela Universidade Livre de Berlim, é professor da Pós-Graduação em Comunicação e Semiótica da Pontifícia Universidade Católica de São Paulo. Nesta mesma instituição foi diretor da Faculdade de Comunicação e Filosofia onde criou os cursos de Comunicação e Artes do Corpo e de Comunicação e Multimeios. Foi Pesquisador Parecerista Ad Hoc e Coordenador da área de Comunicação e Ciências da Informação de  2007 - 2016 - FAPESP. Fundou o Centro Interdisciplinar de Semiótica da Cultura e da Mídia (CISC), por meio do qual mantém intenso diálogo com várias universidades nacionais e internacionais e onde criou a Revista Ghrebh- (2002-2012). É presidente do Congresso Internacional de Comunicação e Cultura (ComCult) e diretor científico do Arquivo Vilém Flusser São Paulo. Recebeu o prêmio de "Maturidade Acadêmica" da Sociedade Brasileira de Estudos Interdisciplinares da Comunicação (Intercom) em 2015.
Suas teorias se concentram em temas que interconectam as áreas das Ciências Cultura e das Ciências da Comunicação. A preocupação acerca dos ambientes da comunicação, da comunicação como vínculo, das imagens e seus impactos, da mídia e do corpo, tornaram seu pensamento reconhecido como propositor de uma Teoria da Mídia e de uma Teoria da Imagem. A abrangência de suas publicações percorre e aproxima temas como a comunicação primária, secundária e terciária e seu teor cultural (o corpo enquanto mídia e porta-voz da cultura humana), os múltiplos vínculos criativos da cultura como processos de comunicação e da leitura semiótica de objetos a partir de sua memória cultural (sobretudo quando os objetos do entorno humano são usados como mídia, vinculando pessoas, tempos ou espaços). Dentre as obras, são proeminentes os livros: A Era da Iconofagia; A Carta, O Abismo, O Beijo; A Serpente, A maçã e o Holograma; O pensamento sentado; e Flussers Völlerei (A Gula de Flusser).
Pelo conjunto de sua obra e pela relevância do seu pensamento para a Ciência da Comunicação, Norval Baitello Junior recebeu, em 2015, o prêmio Maturidade Acadêmica, concedido pela Sociedade Brasileira de Estudos Interdisciplinares da Comunicação, a Intercom.

## Biografia
Norval Baitello Junior é nascido em Mirassol, interior de São Paulo, em família de imigrantes italianos, onde obteve vasta formação literária desde a infância. Formou-se em 1971 no curso de Letras, com ênfase em Alemão e Latim, na Faculdade de Filosofia, Ciências e Letras de São José do Rio Preto. Em sua graduação, teve aulas com Eduardo Peñuela Cañizal, tendo sido por ele influenciado pelos aportes de uma interdisciplinaridade entre ciências exatas e humanas, do modo como vinham sendo investigados pela Semiótica.
Seu interesse em Germanística lhe possibilitou aprofundar seus estudos sobre Sigmund Freud, ir a Alemanha como bolsista do Goethe Institut de  Boppard am Rhein e iniciar sua carreira docente em literatura e cultura alemã na UNESP de Marília. Nesta instituição, desenvolveu suas iniciais pesquisas sobre o Dadaísmo Alemão, tema que percorreu toda sua formação, por ter em sua proposta uma intensa preocupação midiática e política. Esta perspectiva política foi confrontada com o direcionamento ideológico da época, marcado pela ditadura militar, que ocasionou em sua demissão da faculdade.
Em 1973 iniciara seu Mestrado em Comunicação e Semiótica na PUC-SP, sob orientação de Lucrécia D’Alessio Ferrara, com quem aprofundou seus estudos sobre as vanguardas históricas, o dadaísmo berlinense e a poesia concreta, somados ao diálogo que teve com Haroldo de Campos e Décio Pignatari, também professores desta pós-graduação. Com o título Dada-Berlim. Des/Montagem, sua dissertação, que anos depois seria publicada, defendia o dadaísmo alemão como um movimento na história da arte que se pautou fundamentalmente pelo espírito lúdico, refletindo criticamente sobre a contaminação do universo da lógica, da racionalidade e da atividade produtiva. Suas conclusões lhe permitiram traçar paralelos entre este movimento com o proposto pelo Modernismo Brasileiro, principalmente pela produção artístico-mediática pensada por Oswald de Andrade. Em 1979 é contratado pela PUC-SP e em 1980 torna-se coordenador do curso de Jornalismo desta instituição, onde contou com a parceria de professores como Matinas Tupinambá Suzuki Júnior, Caio Túlio Costa, Perseu Abramo e Jean Claude Bernardet, entre outros.
No ano de 1982 muda-se para Berlim para realizar seu Doutorado em Comunicação na Universidade Livre de Berlim, onde permaneceu até 1987. Orientado por Eberhard Lammert e coorientado por Ivan Bystrina, Baitello Junior teve naqueles anos a oportunidade de investigar mais profundamente o fenômeno do dadaísmo. Sua tese Die Dada-Internationale enfatizou a face política e midiática deste movimento, principalmente pela forma como seus integrantes exploraram os mais diversos veículos de comunicação. Nesse período recebeu também as influências teóricas que se tornaram determinantes para sua trajetória intelectual, vindas de Harry Pross, teórico da mídia, Dietmar Kamper, sociólogo do corpo e filósofo da imagem, e Ivan Bystrina, semioticista da cultura.
De volta à PUC-SP, dá continuidade à sua carreira de docência e pesquisa no departamento de Comunicação e Semiótica, no qual permanece até o momento. Desenvolve, também, atividades como professor visitante em diversas universidades, tais como Universidade de Viena, Universidade de Sevilha, Universidade de São Petersburgo, Universidade de Évora, Universidade Autónoma de Barcelona e Universidade Nacional de Córdoba.
Nessas três décadas, Norval Baitello Junior utilizou-se de sua pesquisa e de sua interlocução internacional para se dedicar à promoção de estudos a respeito dos fenômenos da cultura em sua natureza comunicativa, por meio da criação de ambientes transdisciplinares de discussões, debates e reflexões. Para tanto, realizou nesse período três estágios de pesquisas pós-doutorais: na Universidade Livre de Berlim, no ano de 1995, sob supervisão de Dietmar Kamper; na Universidade de Sevilha, no ano de 1997, sob supervisão de Vicente Romano; no Centro Internacional de Pesquisa em Ciências da Cultura (IFK), em Viena, no ano de 2005, sob supervisão de Hans Belting.
Dentre os seus principais projetos, ganham destaque:

### Centro Interdisciplinar de Semiótica da Cultura e da Mídia (CISC)
Fundado em 1992, teve sempre como principal propósito pensar uma análise da mídia sob uma ótica multidisciplinar, acolhendo aportes da filosofia, da antropologia, da sociologia e da cultura, considerando as complexas relações entre os processos de mediação e comunicação e a constituição e transformação dos ambientes da cultura. Nestes quase trinta anos promoveu parcerias com dezenas de grupos de pesquisa brasileiros e internacionais, seminários e colóquios em diversas instituições. É responsável pelo Congresso Internacional de Comunicação e Cultura – ComCult –, interessado em fomentar o debate interdisciplinar e contribuir com a Ciência da Comunicação, ao questionar temas muitas vezes pouco considerados neste universo, como: O Espírito do Nosso Tempo (2002); Os Símbolos vivem mais que os Homens (2004); Os meios da Incomunicação (2006); Cultura da Imagem (2008); O que Custa o Virtual? (2015); Vínculos, Redes e Ambientes (2018).

### Revista Ghrebh-
Revista organizada entre 2002 e 2012, se destacou por ser uma publicação bilíngue de textos de autores convidados notáveis, fundamentais para o desenvolvimento de uma Teoria da Mídia no Brasil e no mundo. Pretendeu sempre privilegiar os enfoques complexos dos fatos e processos da comunicação, voltando-se preferencialmente para aspectos e temas de pesquisa que desafiassem as fronteiras e compartimentos estanques do saber a respeito das diferentes áreas que integram as Ciências da Comunicação e as Ciências da Cultura. Por esta razão, assumiu um ponto de vista que contemplou a interdisciplinaridade, a participação dos interlocutores nos processos de comunicação e, principalmente, um modelo que admitisse novas leituras e linhas de pesquisa.

### Arquivo Vilém Flusser São Paulo
Institucionalizado a partir do interesse em tornar acessíveis as ricas e inovadoras ideias de Vilém Flusser para o público brasileiro e latino-americano, o Arquivo constitui-se como ambiente de reflexão e interlocução sobre sua obra. Este empenho se mostrou possível graças à concordância e ao apoio de Edith Flusser e ao acordo consolidado, em junho de 2012, entre Norval Baitello Junior com o Prof. Dr. Siegfried Zielinski, diretor do Arquivo em Berlim, e com o Prof. Dr. Martin Rennert, reitor da Universidade das Artes, onde o Arquivo também se situa. Com o interesse da PUC-SP em abrigar e incentivar as pesquisas sobre Flusser, ainda em 2012, a universidade disponibilizou toda infraestrutura necessária para tornar esse projeto realidade, como o espaço onde o Arquivo está, no Campus Ipiranga. Com este aporte, somado ao apoio da FAPESP e do Goethe Institut São Paulo, a vinda integral de cópias de todos os manuscritos, publicações e correspondências de Flusser demandou ainda o mapeamento, classificação e digitalização deste material para então ser disponibilizado ao acesso, processo que ocorreu até 2016, ano de abertura do Arquivo. Em sua amplitude, o Arquivo conta com 2500 textos que contabilizam cerca de 30 mil páginas, divididas em 358 pastas, em sua maioria escritos em português e alemão, além de 136 arquivos de áudio e 71 de vídeo. Como sabido, foi em São Paulo onde Flusser passou mais de trinta anos de sua vida, quando pôde se dedicar à publicação de suas ideias em dezenas de revistas e jornais, às aulas e cursos ministrados em diversas instituições e aos diálogos intensos com filósofos e artistas brasileiros. Estima-se que 80% deste material ainda seja inédito, demonstrando o campo fértil para futuras reflexões.

## Principais Ideias

### Iconofagia
Baitello se notabiliza ao teorizar sobre o conceito de Imagem, observando nele elemento chave para a compreensão dos processos comunicativos.  Sua teoria contribui ao pensar a recuperação do corpo como meio primário das imagens. Para o autor, o conceito de imagem não se limita à visualidade. Imagens são vetores simbólicos, perceptíveis aos sentidos, e portanto podem ser tatéis, olfativas, gustativas, sonoras e proprioceptivas. Esse pensamento destaca o corpo e todos seus sentidos como lugar das imagens, seu meio primário e mais vivo. A necessidade de projetividade do corpo lança sobre o mundo diversas imagens, para povoá-lo e dar conta de sua existência. Esta mesma necessidade faz dele receptáculo de todas as imagens, como forma de interpretar a si mesmo. Em diálogo com a obra Dietmar Kamper, Baitello Junior pesquisa a radicalidade das relações entre imagem e corpo, quando a materialidade de um se confunde com a imaterialidade da outra.
Desenvolvida em sua obra A Era da Iconofagia. Ensaios de Comunicação e Cultura, esta concepção de imagem é pensada junto ao conceito de “iconofagia”, onde o autor aprofunda a compreensão sobre imagens ao buscar entender a sua avassaladora inflação, principalmente das imagens visuais, na mídia contemporânea. Inspirado pela antropofagia de Oswald de Andrade, Baitello Junior propõe este conceito a partir da figura da devoração no seu sentido filosófico, política e midiático. A ideia foi apresentada pela primeira vez em 1999, em Berlim, no seminário Olhar e Violência, organizado pelo próprio Baitello e por Kamper.
Sua perspectiva é construída em torno de quatro possíveis relações de devoração entre os corpos e as imagens que os cercam. Na primeira relação, corpos devoram corpos (antropofagia pura): isto é, a construção dos vínculos sociais e culturais que se dão nos ambientes de comunicação primária, de corpos que se encontram e se apropriam mutuamente. Na segunda, antropofagia impura, o corpo alimenta-se de imagens, o que revela que o outro não possui mais materialidade, sendo portanto uma imagem. Esse movimento permite pensar a imagem como devoradora de corpos, iconofagia impura, quando o corpo entra na imagem e passa a viver enquanto personagem. Por fim, como extremo desta relação, há a iconofagia pura, quando imagens devoram imagens, algo que se refere ao modo como as imagens sobrepõem-se umas às outras, fisicamente e simbolicamente, desencadeando uma aceleração crescente de suas exposições.
A ideia de “iconofagia” aponta para problemas advindos de um pensamento ecológico aplicado à comunicação visual, propondo-se a pensar, a partir das ciências da comunicação, temas  tão atuais como os “distúrbios da imagem corporal” tais como corpos ideais, anorexia, bulimia e body-building, por exemplo.

### Ambientes e Vínculos na Comunicação
[...] a Teoria da Mídia vem se dedicando a exorcizar o fetichismo do produto isolado de seu entorno, o fetichismo das linguagens (e técnicas) separadas do ambiente do qual nascem e que fazem mudar. Por isso desloca-se o foco da mera informação transferindo as atenções para a geração de vínculos e ambientes de vínculos, entidades muito mais complexas, pois que envolvem necessariamente uma confluência multidisciplinar e uma visão prospectiva, preocupações com desdobramentos e cenários futuros.
Conceito estruturante para sua teoria, a concepção de ambiente é tomada por Baitello Junior como um campo de relações complexas, simultâneas e superpostas, derivadas dos vínculos de sentido e afetivos estabelecidos em distintos graus na comunicação. Ao propor pensar em ambiências, tem portanto um distanciamento das compreensões informacionais e funcionalistas ao considerar os aspectos antropológicos dos fenômenos, sua arqueologia e seus possíveis impactos. Para ele, a comunicação deve ser considerada a partir das condições geradoras dos universos simbólicos, imaginários e sensoriais daquilo que nos rodeia, saturada de possibilidades afetivas.
Entendendo a importância do corpo como elemento central nas relações comunicacionais de qualquer espécie, seus estudos procuram compreender como o corpo se projeta em seu meio na tentativa de unir-se, agarrar-se, apropriar-se deste e dos outros em seu entorno. Como, enfim, nós nos vinculamos aos outros e aos espaços. Esses vínculos geram ambientes, que podem ser entendidos como o nosso entorno habitado por esses afetos, imagens e significados.
Sob este sentido, são relevantes os diálogos que estabelece com autores como Irenäus Eibl-Eibesfeldt, Harry Harlow, Boris Cyrulnik e Frans De Waal, que contribuem ao pensar a vinculação a partir de outras matrizes disciplinares. Igualmente contribui para uma arqueologia dos ambientes o pensamento do filósofo japonêsTetsuro Watsuji, elaborador de uma Antropologia da Paisagem, e para a análise de impactos,  com o comunicólogo Vicente Romano, propositor de uma Ecologia da Comunicação, em que aponta desequilíbrios nos usos contemporâneos da mídia. É por meio deste entendimento que Baitello Junior concentra-se em parte expressiva de sua obra sobre como são configurados os ambientes criados pelos meios técnicos, em especial as tecnologias utilizadas nas comunicações contemporâneas. Enquanto a proliferação de conteúdos se acelera e propõe-se interligar as pessoas instantaneamente, Baitello Junior questiona sobre quais são os impactos e cenários criados neste ambiente.

### Incomunicação
Sob a perspectiva da indiscriminada produção de imagens, Baitello Junior avança também ao interrogar-se sobre como tais excessos reconfiguram a própria comunicação. Defende que a excessiva produção informativa, típica da acelerada conectividade, excede temporalidades, espacialidades e, principalmente, corporeidades e suas vinculações. Quanto mais hiperbólica e luminosa é a comunicação, mais se aproxima de seu verso obscuro, a incomunicação.
E seus efeitos, devastadores por duas grandes razões. A primeira: a demolição da corporeidade e dos espaços que a abrigam; isto quer dizer, a destruição da realidade tridimensional por meio da transformação dos corpos em abstratos traços verticais. A segunda razão: a perda dos vínculos com o outro ser ao lado (uma vez que os vínculos elementares que constituem nossa natureza humana são necessariamente horizontais); isto quer dizer, a renúncia à capacidade de comunicar-se, abrindo os espaços para a livre escalada da incomunicação.

## Principais Influências
No início de seus estudos, principalmente realizados na graduação em Letras, Baitello Junior teve como principal inspiração as discussões acerca da linguagem. Em especial, a contribuição dada a partir do formalismo russo que, por sua vez, exerceu grande relevância no pensamento estruturalista dos anos 1960. No mesmo período, interessou-se pelos aportes interdisciplinares entre as ciências humanas e exatas, o que o fez tomar contato com a Semiótica da Cultura russa e os trabalhos de Max Bense e Georg Klaus.
No entanto, é a partir de seu doutorado que seus interesses se concentram sobre o corpo e sobre os processos bioculturais da comunicação: sua sociabilidade, seus ambientes, suas vinculações e seus afetos.Isso graças à influência de seus mestres e professores, principalmente Ivan Bystrina, Harry Pross, Hans Belting e Dietmar Kamper.

### Semiótica da Cultura
Coorientador da tese de Baitello Junior, Ivan Bystrina foi vice-presidente da Academia de Ciências da Tchecoslováquia. Graduou-se em Ciências Jurídicas, em Praga, e desenvolveu doutorado em Ciências Políticas, em Moscou. Tornou-se exilado político após a Primavera de Praga, tendo sido aceito como professor da Universidade Livre de Berlim à convite de Harry Pross.
Bystrina somou à sua obra ao propor uma Semiótica da Cultura que se diferencia da tradição russa ao incluir no estudo dos textos culturais contribuições da antropologia e da biologia. Um estudo, portanto, menos voltado aos sistemas de significação, mas sim concentrado no campo simbólico como projetividade do humano sobre a realidade. Nas palavras do autor, o estudo dos “complexos do signo com sentidos”.  Disso decorre sua proposta do simbólico como segunda realidade (cultura), que não se opõe à primeira (natureza), mas sobre ela exerce influência. Por isso sua proposta semiótica coloca em perspectiva códigos que não são apenas os verbais, mas códigos hipolinguais (biológicos), linguais (sociais) e os hiperlinguais (textos culturais). Estes últimos, não compreendem apenas uma função comunicativa e/ou informativa, mas, também, funções estéticas, emocionais e expressivas.

### Teoria da Mídia
Harry Pross, foi jornalista, sociólogo e cientista político. Dentre outras realizações, dirigiu Rádio Bremen, emissora pública alemã. Foi aluno de grandes mestres da Universidade de Heidelberg como Alfred Weber e Viktor von Weizsäcker, este último um dos fundadores da psicossomática.
É de Pross a proposta original de Teoria da Mídia que pensa o corpo como origem e fim de toda comunicação. Para isso, propôs uma divisão dos meios em primários, secundários e terciários. Os primários são aqueles da comunicação da presença e do corpo. Os secundários e terciários expandem a capilaridade dessa comunicação para além dos limites espaço-temporais deste mesmo corpo. A escrita e a imagem, como meios secundários, colocam entre corpos um suporte de mediação, enquanto os meios elétricos—a TV, o rádio, o computador—exigem dois aparatos de mediação, o de transmissão e o de recepção, unindo os corpos.
São suas também as reflexões acerca do “verticalismo” e da “mídia como sincronizadora social” na comunicação mediática, considerados como fenômenos culturais tornados instrumentos de regulação social pelos meios. Sua teoria exerceu profunda influência no pensamento de Baitello Junior, sendo por isso considerado um dos principais continuadores da Teoria da Mídia e responsável por sua introdução e desenvolvimento no Brasil.
Foi Pross, também, quem apresentou a Baitello as teorias formuladas por Vilém Flusser, filósofo tcheco naturalizado brasileiro. A vasta obra de Flusser possui grande diversidade de temas que transitam entre suas concepções de Culturologia, Comunicologia e Filosofia. Reconhecido internacionalmente por pensar sobre o desenvolvimento das tecnologias da comunicação, Flusser tem parte expressiva de sua obra desenvolvida no Brasil, onde passou mais de trinta anos. Estes escritos, concentrados mais nos aspectos antropológicos e filosóficos da comunicação, são pouco conhecidos e são investigados por Baitello com intenção de recuperar a matriz brasileira do pensamento flusseriano e contextualizar sua teoria da mídia, precursora do enfoque culturalista da comunicação.

### Antropologia Histórica
Dietmar Kamper foi um pensador dedicado à Antropologia Histórica, Sociologia e Filosofia, reconhecido por seus estudos sobre corpo, imagem, cultura e crítica do Ocidente. Formado em Educação Física, com doutorado em Filosofia, foi professor na Universidade de Marburg, Alemanha, e na Universidade Livre de Berlim, onde foi membro-fundador do Centro de Pesquisas em Antropologia Histórica. São membros do centro atualmente autores como Christoph Wulf e Gunter Gebauer, atuais interlocutores de Baitello Junior.
O pensamento de Kamper sobre a imagem, que se situa entre uma teoria da imagem, uma teoria da mídia e uma teoria do corpo, parte da concepção de que toda imagem possibilita uma mediação distanciada do mundo das coisas e do corpo (Lebenswelt), interferindo sobre a percepção do próprio corpo e sua sociabilidade. Suas ideias possuem forte presença nas teorias de Baitello, em especial por meio dos conceitos de “órbita do imaginário”, “força da imaginação” (Einbildungskraft), “pensar corpo” (Körperdenken) e “crise da visibilidade”. Juntos desenvolveram diversos encontros acadêmicos como o Congresso Imagem e Violência, em 2000, no SESC São Paulo.

### Teoria da Imagem
Hans Belting é um historiador da arte alemão, reconhecido especialista nas criações imagéticas medievais e renascentistas. Foi professor da Universidade de Munique, do Centro de Mídia-Arte (ZKM) de Karlsruhe e diretor do Centro Internacional de Pesquisa em Ciências da Cultura (IFK), em Viena.
Belting propõe em sua Antropologia da imagem (Bildanthropologie) as bases para a constituição de uma “ciência da imagem” (Bildwissenschaft), complexa, pluridisciplinar e não apenas voltada para os suportes. Ela se preocupada com uma arqueologia das imagens (uma pré-história da imagem em geral), uma antropologia das imagens (um estudo sobre os distintos usos que são feitos das imagens em cada época distinta) e os ambientes que elas geraram ao longo da história. Esta proposta salientou a importância de pensar imagens para além de critérios apenas estetizantes. Concepções como essas permitiram, ainda, estudos sobre o modo como as imagens se manifestam midiaticamente, consideradas a partir da alta exposição que estimulam, que se tornaram alvos dos atuais estudos de Belting e Baitello.
Ambos se fundamentam no pensamento precursor de Aby Warburg. Conhecido pelos estudos sobre o ressurgimento do paganismo no Renascimento, Warburg também propunha um olhar antropológico para o estudo da imagem, percebendo não só seus critérios estéticos, mas também as emoções e passados arcaicos. Seu estudo ficou materializado na obra Atlas Mnemosyne, um ambicioso e incompleto atlas de imagens, e na sua Biblioteca de Ciências da Cultura. Nesse sentido, seus conceitos de Nachleben (pós-vida) e Pathosformel (fórmula de pathos)  são pensados por Baitello aplicados ao universo hegemônico das imagens midiáticas, ambiente em que vivemos a partir do início do século XX.

## Lista de Obras
- A carta, o abismo, o beijo. Os ambientes de imagens entre o artístico e o mediático. 1. ed. São Paulo: Paulus, 2018.
- Sapientia: Uma Arqueologia de saberes esquecidos. 1. ed. São Paulo: Edições SESC São Paulo, 2018. (com Christoph Wulf).
- Flusseriana. An Intellectual Toolbox.. 1. ed. Minneapolis: Univocal Publishing, 2015. (com Siegfried Zielinski; Daniel Irrgang; Peter Weibel)
- Emoção e Imaginação: os sentidos e as imagens em movimento. São Paulo: Estação das Letras e Cores.  (com Christoph Wulf).
- A era da iconofagia. Reflexões sobre imagem, comunicação, mídia e cultura. São Paulo: Paulus.
- La máquina antropófaga : experimentaciones en comunicación e imagen. Sevilla: Sevilla : ArCiBel Editores, 2013.  (com Rodrigo Browne Sartori; Victor Silva Echeto; Vinicius Spricigo)
- O pensamento sentado. Sobre glúteos, cadeiras e imagens.São Leopoldo, RS: Editora Unisinos, 2012.
- Dada-Berlim. Des/Montagem. Coimbra: Imprensa da Universidade de Coimbra/ Annablume, 2012.
- A serpente, a maçã e o holograma..  São Paulo: Paulus, 2010.
- La era de la iconofagia Sevilha: ArCiBel Editores.
- Flussers Vollerei : wie der der nulldimensionale Raum die anderen Dimensionen verschlingen kann ; uber die Verschlingung der Natur, die Treppe der Abstraktion, die Auflosung des Willens und die Weiblichkeit. Köln: Koln: Verlag der Buchhandlung Walther Konig, 2007.
- Os símbolos vivem mais que os homens. São Paulo: Annablume/CISC, 2006. (com Luciano Guimarães, José Eugenio de Oliveira Menezes, Denise Paiero)
- Os meios da incomunicação. São Paulo: Annablume, 2005. (com Malena Segura Contrera, José Eugenio de Oliveira Menezes)
- A era da iconofagia: ensaios de comunicação e cultura. São Paulo: Hacker, 2005.
- O animal que parou os relógios. Ensaios de Comunicação, Mídia e Cultura. São Paulo: Annablume, 1999.
- Die Dada-Internationale: Der Dadaismus in Berlin und der Modernismus in Brasilien. Frankfurt am Main: Frankfurt am Main : Lang, 1987.

## Artigos
- Processos de criação em dublagem. NOVOS OLHARES, v.9 n.1, p.173-184, 2020. (com Robson Kumode Wodevotzky)
- A imagem mediática. Paulus - Revista de Comunicação da FAPCOM, v. 3, p. 61-69, 2019.
- Webséries, Vazio e Repetição. PROART - Revista de Artes, Arquitetura, Comunicação e Design, v. 1, p. 89-108, 2019. (com Robson Kumode Wodevotzky)
- O processo iconofágico na relação entre o corpo feminino e as imagens midiáticas: o caso Andressa Urach. REVISTA ECO-PÓS (ONLINE), v. 21, p. 420, 2018. (com Rodrigo Daniel Sanches)
- O gesto do Selfie: seria o selfie um Nachleben?. REVISTA DE FILOSOFIA Y CÎENCIAS - PROMETEICA, v. 1, p. 86-92, 2018. (com Leão Serva)
- A memória midiática: projeções e sujeições no ambiente digital. COMUNICACAO, MIDIA E CONSUMO (ONLINE), v. 15, p. 140, 2018. (com Diogo Andrade Bornhausen)
- Escola, Tablet* e Vínculos Sociais. REVISTA LATINOAMERICANA DE CIENCIAS DE LA COMUNICACIÓN, v. 14, p. 106-115, 2017 (com Helena Navarrete)
- O ludus mediático: adestramento, coação e reprodução como categorias da experiência da mídia. REVISTA LUSÓFONA DE ESTUDOS CULTURAIS, v. 2, p. 203-217, 2017. (com Tiago Mota e Silva).
- La fotografia y el gusano. CANAL Cuadernos de Estudios Vi y Mediales., v. 1, p. 56-73, 2017.
- 'Idea vincit?.Algumas imagens tangenciais à elipse de Aby Warburg. FIGURA. STUDI SULL`IMMAGINE NELLA TRADIZIONE CLASSICA, v. 5, p. 29-44, 2017.
- Comunicação: as armadilhas das definições simplificadoras e/ou iluminadoras. LÍBERO (FACASPER), v. 20, p. 10-15, 2017.
- O espanto e o tédio. LÍBERO (FACASPER), v. 17, p. 123-130, 2014. (com Nádia Lebedev)
- O inóspito: uma pequena arqueologia do conceito de espaço no pensamento de Vilém Flusser. FLUSSER STUDIES, v. 15, p. 1-10, 2013.
- Valor de exposição. Boletim (USP. Grupo de Estudos do Centro de Pesquisas em Arte & Fotografia do Departamento de Artes Plásticas), v. 1, p. 159, 2013. (com Vinicius Spricigo)
- Sitting Thinking. International Journal of Cultural Research, v. 2, p. 86-89, 2013.
- Um filósofo, culturólogo e comunicólogo. IHU ON-LINE (UNISINOS. ONLINE), v. 12, p. 27-28, 2012.
- The dissolution of the Other in contemporary communication. MATRIZES (ONLINE), v. 4, p. 101, 2011. (com Malena Segura Contrera).
- Acordo do Cinturão Verde de Cianorte-: o uso da fotografia como fator de denúncia. DISCURSOS FOTOGRÁFICOS (ONLINE), v. 6, p. 127-152, 2010. (com Ainda Franco de Lima)
- Moda e geração de ambientes. DOBRAS (BARUERI, SP), v. 3, p. 44-46, 2009. (com Camila Garcia)
- A arte está morta. Continuum, v. 17, p. 1, 2009.
- Las cuatro devoraciones. Faro (Valparaíso), v. II, p. 157-167, 2008.
- Da sustentabilidade do diálogo a uma ecologia da comunicação. Religião e Cultura, v. VI, p. 153-158, 2007.
- Podem as imagens devorar os corpos. Revista Sala Preta Eletrônica, v. 7, p. 77, 2007.
- Vilém Flusser e a Terceira Catástrofe do Homem ou as Dores do Espaço, a Fotografia e o Vento. FLUSSER STUDIES, v. 3, p. 1-7, 2006.
- Na selva das imagens: Algumas contribuições para uma teoria da imagem na esfera das ciências da comunicação. Significação-Revista de Cultura Audiovisual, v. 33, p. 113, 2006. (com Malena Segura Contrera)
- A sociedade das imagens em serie e a cultura do eco. F@ro (Valparaíso. Impresa), Valparaiso, Chile, v. 1, p. 97-112, 2005.
- As núpcias entre o nada e a máquina. Algumas notas sobre a era da imagem. I/C (Sevilla), Sevilha, v. 2, p. 19-29, 2005.
- Las cuatro devoraciones. Iconofagia y antropofagia en la comunicación y la cultura. Comunicación - Revista Internacional de Comunicación Audiovisual, Publicidad y Literatura, Sevilla, v. 1, n.2- 2003/04, p. 159-168, 2004.
- Mídia como droga. Laudatio para Harry Pross. Ghrebh, São Paulo, v. 4, n.4, p. 4-15, 2003.
- O Espírito do Nosso Tempo: O Presente Crucificado. Ghrebh, v. 1, n.1, p. 230-241, 2002.
- Pueden las Imágenes devorar a los Hombres? Iconofagia y Antropofagia. Comuniquiatra (Sevilla), Sevilha, v. 1, n.5, p. 1, 2002.
- O espírito da gota dágua. As videoinstalações de Fabrizio Plessi e a mídia terciária. Significação-Revista de Cultura Audiovisual, São Paulo, n.14, p. 89, 2000.
- Comunicação, mídia e cultura. SAO PAULO EM PERSPECTIVA, São Paulo, v. 12, n.4, p. 11-16, 1999.
- Imagem e violência: a perda do presente. São Paulo em Perspectiva (Impresso), São Paulo, v. 13, p. 81-84, 1999.
- Depoimento em Futuro do Jornalismo I. Atrator Estranho (São Paulo), São Paulo, n.38, 1999.
- O trabalho entre a vida e a morte. PROJETO HISTÓRIA. REVISTA DO PROGRAMA DE ESTUDOS PÓS-GRADUADOS DE HISTÓRIA, Sao Paulo, v. 16, p. 115-120, 1998.
- Semiótica da cultura: busca de uma visão sistemática. FRONTEIRAS (FLORIANÓPOLIS), Florianópolis SC, v. 5, p. 87-93, 1998.
- O corpo em fuga de si mesmo. REVISTA DO LUME (UNICAMP), Campinas, v. 1, p. 9-12, 1998.
- Metálogo sobre Deus e os símbolos. Opinião PUC, S. Paulo, v. 1, p. 9-9, 1998.
- Universos paralelos. Apontamentos sobre semiótica da cultura e o estudo semiótico das religiões.. Babel - Cadernos de Semiótica e Religião 1/97., São Paulo, v. 1/97, p. 5-9, 1997.
- A água que o homem inventou.. D.O. Leitura/Cultura. Secretaria do Estado da Cultura. Imprensa Oficial do Estado., São Paulo, n.154, p. 9-9, 1996.
- Entrevista feita com Dietmar Kamper.. Revista 'E' do SESC-São Paulo, São Paulo, v. jun/96, p. 6-9, 1996.
- A fuga dos deuses, la fuite des dieux, the flight of the gods. Revue Noire: Brèsil, Paris, v. 22, p. 2-4, 1996.
- A Sociedade da Informação. SAO PAULO EM PERSPECTIVA, São Paulo, v. 8, n.4, p. 19-21, 1994.
- Este buriti sou eu. Versão Zero jan.94, Santos, 1994.
- Café e ritual. Versão Zero, Santos, v. mar-94, 1994.
- Crítica da mídia: isto é Brasil.. Versão Zero, Santos, v. abr-94, 1994.
- Das Tier, das die Uhren angehalten Hat (O Animal que Parou os Relógios). Cruzeiro Semiótico, Porto - Portugal, v. 18/19, p. 87-90, 1994.
- Você precisa brincar: os jogos, vantagens e riscos.. Sts Negócios, São Paulo, v. 20, p. 8-9, 1994.
- Max Uhlig e a Tradução das Paisagens'. Entrevista com Max Uhlig. O Retrato do Brasileiro. Quem tem medo de Max Uhlig. PROJEKT (CURITIBA), v. 1, p. 6-10, 1993.
- A Semiótica da Cultura e Ivan Bystrina. PROJEKT (CURITIBA), v. 1, p. 30, 1992.
- Minidicionário de arte (XII). Galeria revista de arte, v. 1, p. 58-59, 1992.
- Joan Miró, o sereno anarquista. Galeria revista de arte, v. 1, p. 30-37, 1992.
- A Comunicação e os Ritos do Calendário'. Entrevista com Harry Pross. PROJEKT (CURITIBA), v. 1, p. 7-10, 1992.
- Linguagem e Ritmo. PROJEKT (CURITIBA), v. 1, p. 26, 1992.
- Minidicionário de Arte (XIII). Galeria revista de arte, v. 1, p. 58-59, 1992.
- Use foto como arma. John Heartfield, 101 anos. PROJEKT (CURITIBA), v. 1, p. 23-26, 1992.
- O Falcão acorrentado ao jarro de medidas e a ratazana crucificada. PROJEKT (CURITIBA), v. 1, p. 32-33, 1992.
- Ímpar dentre os pares. PROJEKT (CURITIBA), v. 4, p. 10, 1991.
- Os códigos da interculturalidade. PROJEKT (CURITIBA), v. 4, p. 24, 1991.
- Dadá. 75 anos brincando. Galeria revista de arte, v. 24, p. 45-51, 1991.
- Minidicionário de arte (VIII). Galeria revista de arte, v. 23, p. 102-103, 1991.
- Pablo Picasso. O ícone do século XX. Galeria revista de arte, v. 23, p. 62-70, 1991.
- V. V. Ivanov und die Asymmetrie des Gehirns. PROJEKT (CURITIBA), v. 4, p. 7-10, 1990.
- Arte, política, gordura e feltro. PROJEKT (CURITIBA), v. 1, p. 26-27, 1990.
- Sem muros nem fronteiras. PROJEKT (CURITIBA), v. 2, p. 5, 1990.
- Semiótica, Interculturalidade e Respeito. PROJEKT (CURITIBA), v. 2, p. 36, 1990.
- A Atualidade de Walter Benjamin. PROJEKT (CURITIBA), v. 2, p. 38, 1990.
- Minidicionário de arte (III). Galeria revista de arte, v. 18, p. 112-113, 1990.
- Minidicionário de arte (IV). Galeria revista de arte, v. 19, p. 90-90, 1990.
- Die Codierung des Gegenwärtigen. Thesen zu einer Archäologie der journalistischen Textproduktion. S: European Journal for Semiotic Studies, v. 2-4, p. 769-773, 1990.
- Joseph Beuys. Galeria revista de arte, v. 17, p. 110-112, 1989.